# 鈴木聡美
鈴木 聡美（すずき さとみ、1991年1月29日 - ）は、日本の競泳選手。専門種目は平泳ぎ。女子平泳ぎの日本記録保持者。身長168cm。ミキハウス所属。2012年ロンドンオリンピック100m平泳ぎ銅メダリスト、200m平泳ぎ銀メダリスト、400mメドレーリレー銅メダリスト。日本競泳女子史上初の1大会で3つのメダルを獲得した。

## 経歴
福岡県遠賀郡遠賀町出身。競泳は4歳の時に始めた。遠賀中学校から九州産業大学付属九州高等学校時代は無名で全国大会レベルでの目立った戦績はなかったが、厳しい指導で知られる山梨学院大学に進学すると急速に力を付けて、1年の時には早くも学生選手権100m平泳ぎで1分6秒32の日本記録を樹立して優勝した。
2010年の日本選手権では平泳ぎ50m、100m、200mの3冠を達成した。アジア大会では50mで3位、100mで2位となった。2011年の競泳国際大会代表選手選考会では、再び平泳ぎの3種目を制覇し世界選手権代表に選ばれたが、上海で開催された世界選手権では50mで棄権、100mで9位、200mで18位に終わった。2012年の日本選手権では100mで1分6秒80、200mでは2分22秒99でそれぞれ優勝してロンドンオリンピック代表に選ばれた。
2012年5月のジャパンオープンでは平泳ぎ50m、100m、200mの3種目制覇を果たした。
2012年夏、オリンピック初出場となったロンドンオリンピックでは、女子100m平泳ぎで1分06秒46を出して銅メダルを獲得し、続く女子200m平泳ぎでは2分20秒72の日本タイ記録で銀メダルを獲得。日本競泳女子史上初のオリンピック個人種目複数メダル獲得を果たす。更に競泳競技最終日の女子400mメドレーリレー決勝では第2泳者（平泳ぎ）として1分05秒96で泳ぎ、3分55秒73の日本新記録樹立、銅メダル獲得に貢献。個人種目で2個、リレー種目で1個の合計3個のメダルを獲得した（同一大会で3つのメダル獲得は日本競泳女子史上初）。
2013年3月、山梨学院大学経営情報学部経営情報学科を卒業。ミキハウスに入社し、同学に練習拠点をおきながら東京支社に出社する。
2016年4月の日本選手権では100m平泳ぎで派遣標準記録を突破する1分6秒72で2位となり、リオデジャネイロオリンピック代表に選出された。
リオデジャネイロオリンピックでは100m平泳ぎに出場するも、準決勝敗退に終わった。大会終了後、2020年の東京オリンピックを目指す意向を示した。
2021年の日本選手権で50mは1位、100m3位、200m7位で東京オリンピックでの3度目の出場はできなかった。2022年の世界水泳を挑戦することになる。
2024年パリオリンピック競泳女子100メートル平泳ぎでは準決勝まで進出したが、1分6秒90のタイムで、全体の12位となり決勝には進出できなかった。また、女子200メートル平泳ぎでは決勝まで進出し、2分22秒54のタイムで4位だった。女子400メートルメドレーリレーでは第2泳者を務め（第1泳者が白井璃緒、第3泳者が平井瑞希、第4泳者が池江璃花子）、決勝に進出し、3分56秒17のタイムで5位となった。

## 人物
- 趣味は漫画、アニメ、ゲーム。非日常に浸れるファンタジーが好きで『魔法使いの嫁』と『黒執事』がお気に入り[15]。
- カプコンの戦国アクションゲーム『戦国BASARA』を好み[16]、将来の職業として声優にも興味を持っている[17]。
- 山梨学院大学・ミキハウスの同期にリオデジャネイロオリンピック柔道メダリストの山部佳苗がおり、競技は違えどお互いの試合を応援しに行く仲でもある[18][19]。
- 2018年11月6日に日本テレビ『踊る!さんま御殿!!』に出演した[20]。
- 母が障害者支援センターの職員で、2020年東京オリンピックの聖火リレーに参加する予定だったが、新型コロナウイルスの影響で大会が2021年に延期となり、延期された2021年5月13日も緊急事態宣言発令下であったため公道での聖火リレーは中止となった。その代わり北九州市の関門海峡ミュージアムイベント広場で点火式が行われ、トーチキスで聖火をつないだ[21]。

## 主な戦績
(全て平泳ぎでの成績)
| 年     | 大会名                     | 50m      | 100m          | 200m          |
| ------ | -------------------------- | -------- | ------------- | ------------- |
| 2009年 | 日本選手権                 | 50m 3位  | 100m 3位      |               |
| 2009年 | ジャパンオープン           | 50m 優勝 | 100m 優勝     |               |
| 2009年 | 学生選手権                 |          | 100m 優勝     | 200m 3位      |
| 2009年 | 国体                       |          | 100m 優勝     |               |
| 2010年 | 短水路選手権               |          | 100m 2位      |               |
| 2010年 | 日本選手権                 | 50m 優勝 | 100m 優勝     | 200m 優勝     |
| 2010年 | ジャパンオープン           | 50m 4位  | 100m 優勝     | 200m 3位      |
| 2010年 | パンパシフィック選手権     | 50m 5位  | 100m 4位      | 200m 4位      |
| 2010年 | 学生選手権                 |          | 100m 優勝     | 200m 2位      |
| 2010年 | 国体                       |          | 100m 優勝     |               |
| 2010年 | ワールドカップ東京大会     | 50m 4位  | 100m 2位      | 200m 4位      |
| 2010年 | アジア大会                 | 50m 3位  | 100m 2位      | 200m 5位      |
| 2011年 | 短水路選手権               |          | 100m 優勝     | 200m 2位      |
| 2011年 | 競泳国際大会代表選手選考会 | 50m 優勝 | 100m 優勝     | 200m 優勝     |
| 2011年 | ユニバーシアード           | 50m 5位  | 100m 3位      | 200m 3位      |
| 2011年 | 学生選手権                 |          | 100m 優勝     | 200m 優勝     |
| 2011年 | 国体                       |          | 100m 優勝     |               |
| 2012年 | 日本選手権(25m)            | 50m 優勝 | 100m 優勝     | 200m 3位      |
| 2012年 | 日本選手権                 |          | 100m 優勝     | 200m 優勝     |
| 2012年 | ジャパンオープン           | 50m 優勝 | 100m 優勝     | 200m 優勝     |
| 2012年 | セッテコリ杯               |          | 100m 2位      |               |
| 2012年 | ロンドンオリンピック       |          | 100m 銅メダル | 200m 銀メダル |

## 自己ベスト

### 長水路
- 50m平泳ぎ　30秒10 （日本記録）
- 100m平泳ぎ　1分05秒78
- 200m平泳ぎ　2分20秒72 [6]

### 短水路
- 50m平泳ぎ　29秒93
- 100m平泳ぎ　1分04秒11
- 200m平泳ぎ　2分20秒95